# Polarimeter

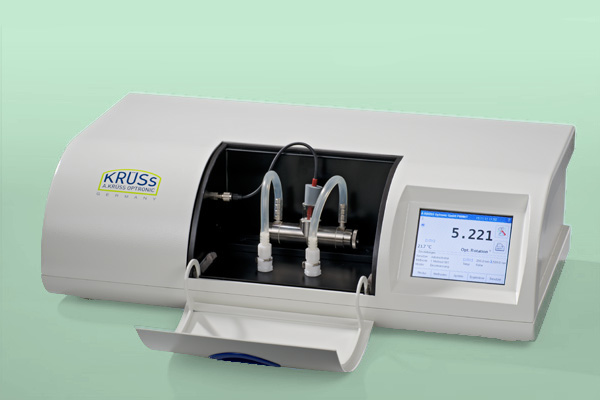
Automatisk digital polarimeter.

En polarimeter är ett optiskt instrument som används för att mäta vridningen av polarisationsplanet hos ljus. När planpolariserat ljus passerar genom vissa organiska vätskor eller lösningar av fasta ämnen, förändras ljusets svängningsriktning. Storleken på denna vridning bestäms av ämnets natur, koncentration och vätskeskiktets tjocklek.
En polarimeter som används för analys av sockerlösningar kallas sackarimeter.

## Mätprincip
Förhållandet, renheten och koncentrationen av två enantiomerer kan mätas via polarimetri. Enantiomerer kännetecknas av optisk rotation, en förmåga att rotera polarisationsplanet för linjärt polariserat ljus. På grund av denna egenskap kallas sådana föreningar optiskt aktiva. Ljuskällor såsom glödlampor, lysdioder (LED), och solen avger elektromagnetiska ljusvågor, vars elektriska fält oscillerar i alla tänkbara plan i förhållande till deras utbredningsriktning. I motsats till detta oscillerar linjärpolariserade ljusvågor i parallella plan.
När ljuset träffar en polarisator, passerar endast den del av ljuset som oscillerar i det definierade planet för polarisatorn. Detta plan kallas polarisationsplanet. Polarisationsplanet vrids av optiskt aktiva föreningar. Beroende på riktningen i vilken ljuset roteras, kallas enantiomeren antingen dextroroterande (högerroterande) eller levoroterande (vänsterroterande).
Den optiska aktiviteten av enantiomerer är additiv, vilket innebär att om olika enantiomerer existerar tillsammans i en lösning, summeras deras optiska aktivitet. Den optiska rotationen är proportionell mot koncentrationen av de optiskt aktiva substanserna i lösningen. Polarimetrar kan därför användas för att mäta koncentrationen av enantiomerprover. Med en känd koncentration av ett prov, kan polarimetrar också användas för att bestämma den specifika rotationen {\displaystyle \alpha }, en fysisk egenskap som kännetecknar ett visst ämne. Den specifika rotationen {\displaystyle [\alpha ]_{\lambda }^{T}} definieras som den optiska rotationen {\displaystyle \alpha } vid en våglängd L av en dm, en koncentration {\displaystyle c} från 1 g/100 ml, en temperatur {\displaystyle T} (vanligen 20 ° C) och en ljusvåglängd {\displaystyle \lambda } (vanligen natrium-D linjen vid 589,3 nm):
{\displaystyle [\alpha ]_{\lambda }^{T}={\frac {100\times \alpha }{l\times c}}}
Detta värde beskriver hur mycket polarisationsplanet roteras när ljusstrålen passerar genom en viss mängd optiskt aktiva molekyler i ett prov. Den optiska rotationen beror på temperatur, koncentration, våglängd, banlängd, och substansen som analyseras.

## Konstruktion
En polarimeter består av två Nicol-prismor (polarisatorn och analysatorn). Polarisatorn är fast och analysatorn kan roteras. Prismorna kan jämföras genom slitsar S1 och S2. Ljusvågorna kan anses motsvara vågor i strängen. Polarisatorn S1 tillåter endast de ljusvågor som rör sig i ett enda plan att passera, vilket gör att ljuset blir planpolariserat. När analysatorn också placeras i en liknande position, tillåter den de ljusvågor som kommer från polarisatorn att passera genom den. När analysatorn roteras till en vinkel på 90 grader, kan inga ljusvågor passera genom den och fältet verkar vara mörkt. Om ett glasrör innehållande en optiskt aktiv lösning placeras mellan polarisatorn och analysatorn, vrider lösningen ljusets polarisationsplan med en viss vinkel. För att ljuset ska kunna passera genom analysatorn igen, måste analysatorn roteras med samma vinkel som ljuset vridits.